# Nils-Jonsavattnet
Nils-Jonsavattnet är en sjö i Krokoms kommun i Jämtland och ingår i Indalsälvens huvudavrinningsområde. Sjön har en area på 2,98 kvadratkilometer och ligger 565,2 meter över havet. Nils-Jonsavattnet ligger i Gråberget-Hotagsfjällen Natura 2000-område. Sjön avvattnas av vattendraget Foskvattsån.

## Delavrinningsområde
Nils-Jonsavattnet ingår i det delavrinningsområde (710126-143534) som SMHI kallar för Utloppet av Nils-Jonsavattnet. Medelhöjden är 608 meter över havet och ytan är 17,64 kvadratkilometer. Räknas de 13 avrinningsområdena uppströms in blir den ackumulerade arean 97,32 kvadratkilometer. Foskvattsån som avvattnar avrinningsområdet har biflödesordning 3, vilket innebär att vattnet flödar genom totalt 3 vattendrag innan det når havet efter 288 kilometer. Avrinningsområdet består mestadels av skog (57 procent) och sankmarker (25 procent). Avrinningsområdet har 3,15 kvadratkilometer vattenytor vilket ger det en sjöprocent på 17,8 procent.